# Hörby (commune)
La commune de Hörby est une commune suédoise du comté de Scanie. 14 927 personnes y vivent. Son chef-lieu se situe à Hörby.

## Localités principales
- Hörby
- Ludvigsborg
- Osbyholm

## Dans la culture
Hörby est un des lieux où se situe l'action de la mini-série policière quasi documentaire The Hunt for the Killer. 